# Turhan Bey

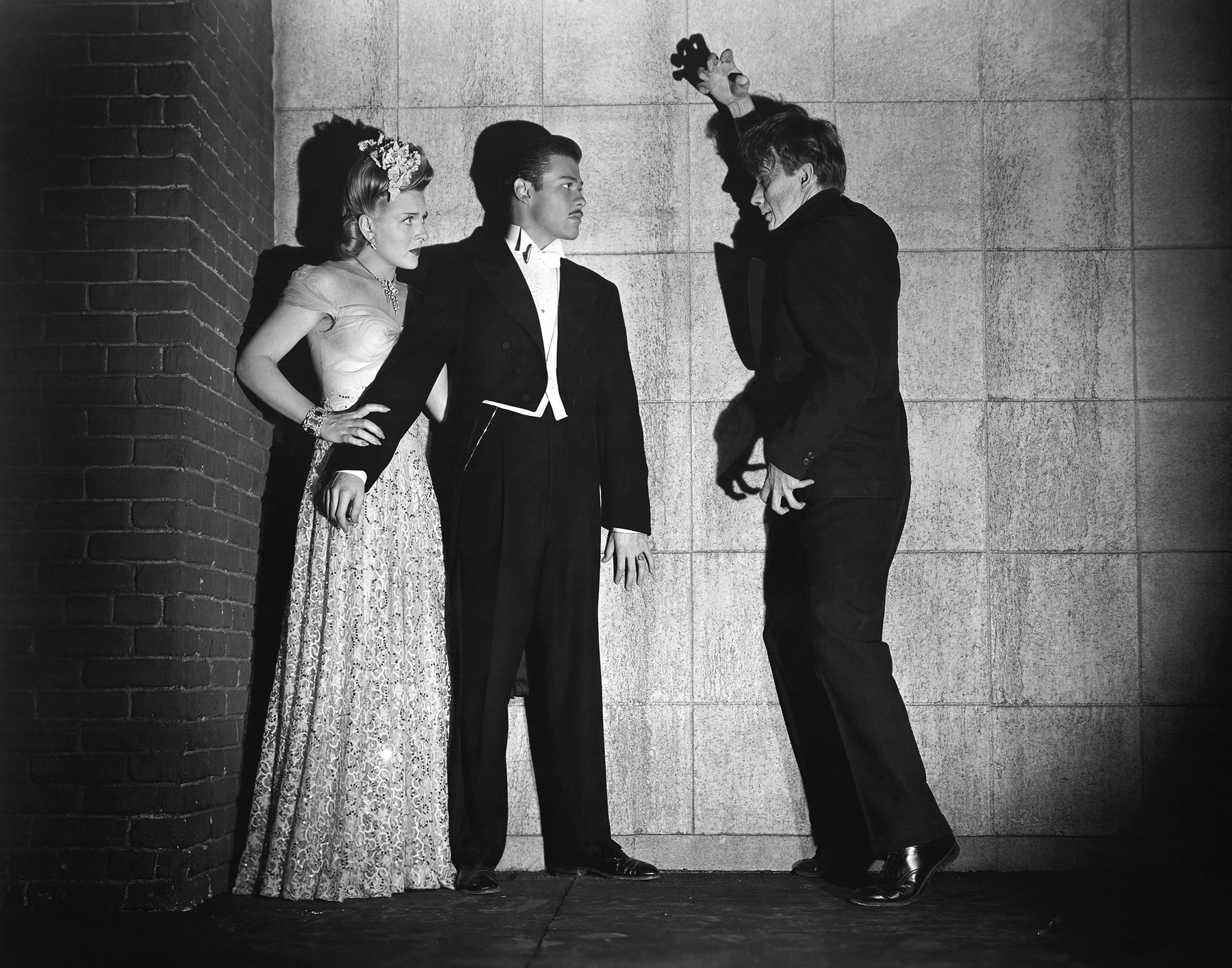
De izq. a der. Evelyn Ankers, Turhan Bey y David Bruce en The Mad Ghoul (1943).

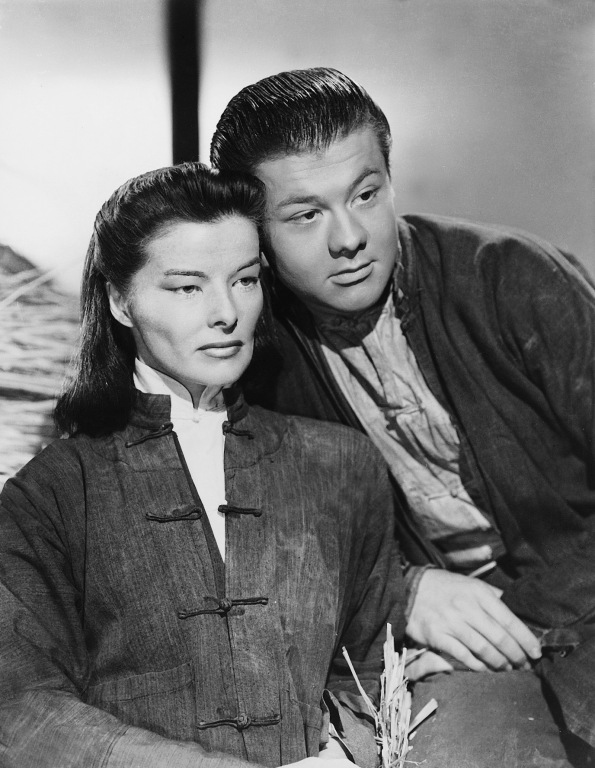
Con Katharine Hepburn en Dragon Seed (1944).

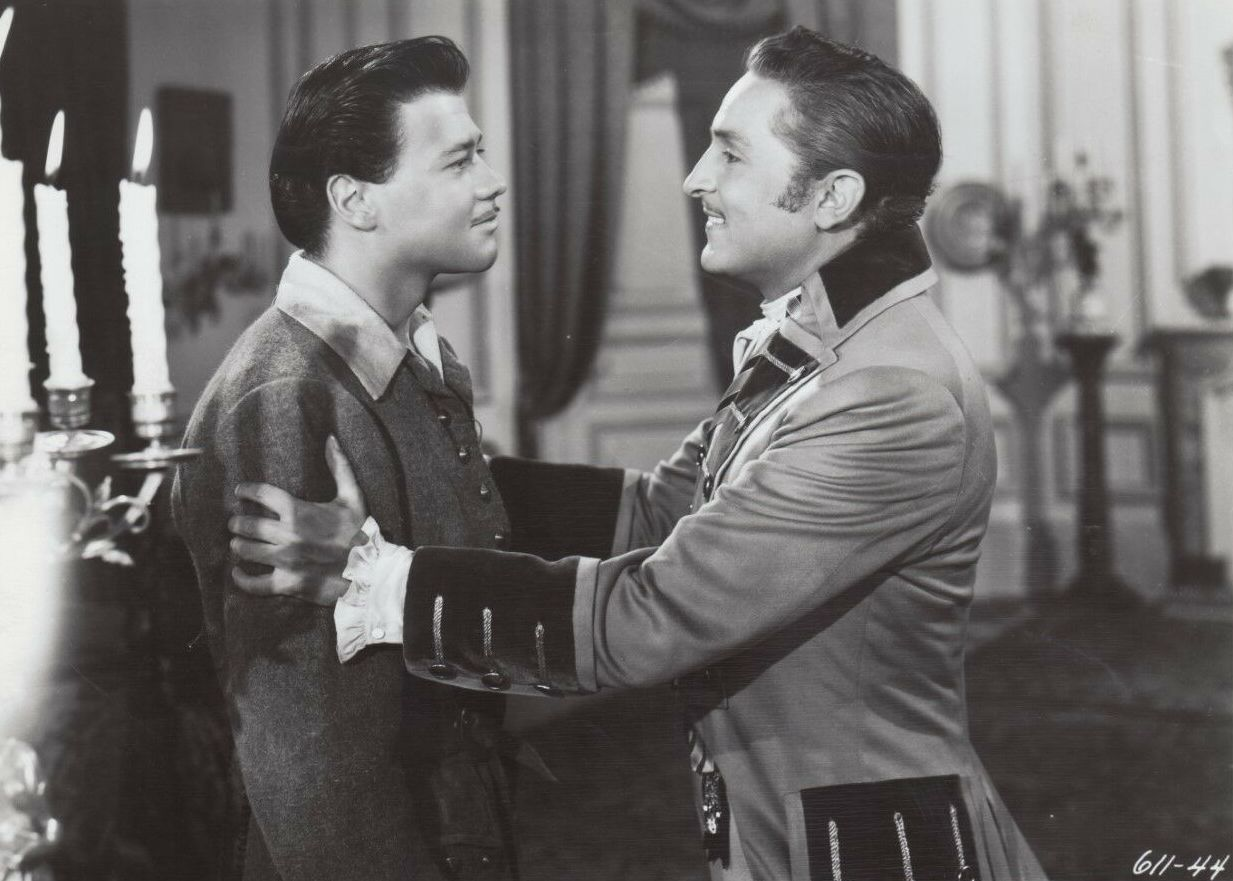
Bey con Arturo de Córdova en Adventures of Casanova (1948).

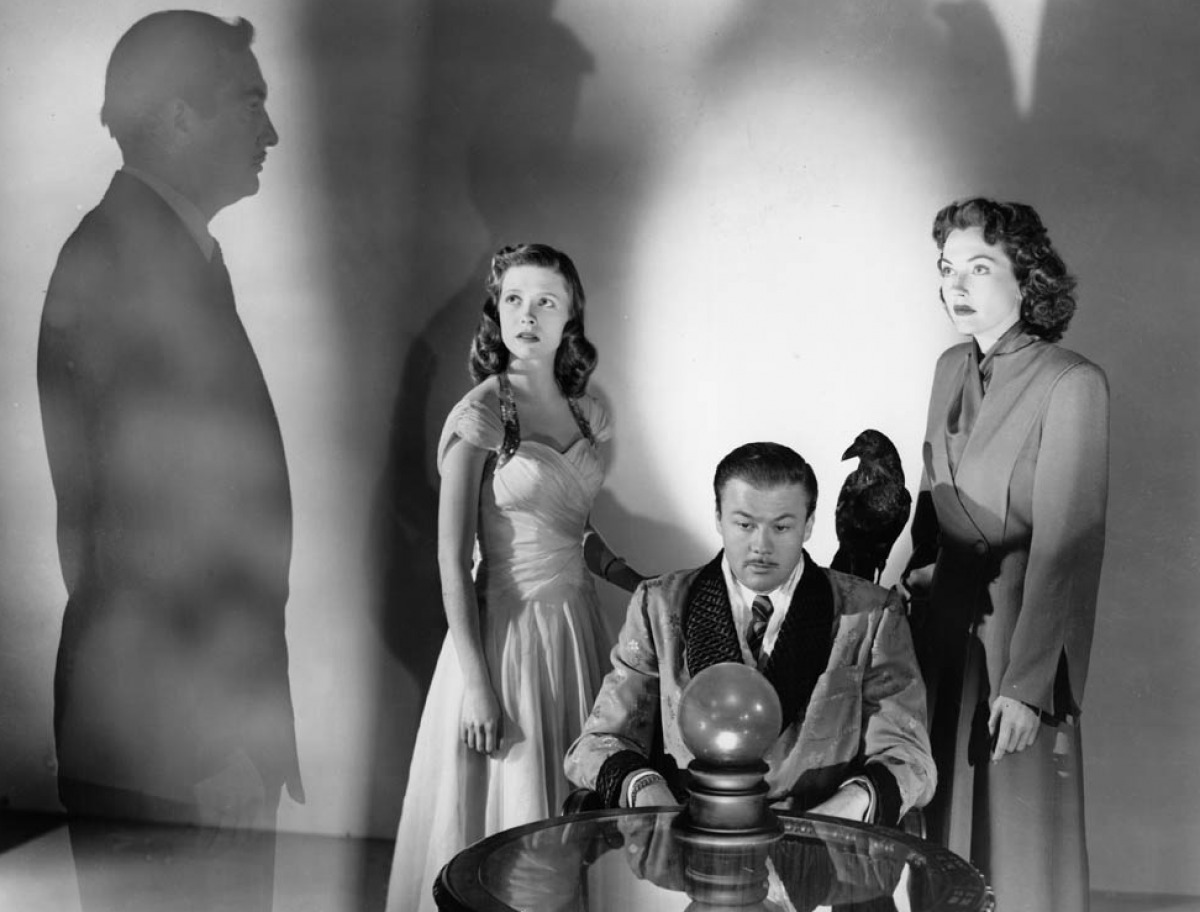
De izq. a der. Donald Curtis, Cathy O'Donnell, Turhan Bey y Lynn Bari en The Amazing Mr. X (1948).

Turhan Bey (30 de marzo de 1922 – 30 de septiembre de 2012) fue un actor cinematográfico de origen austriaco, activo en Hollywood desde 1941 a 1953. Llamado "The Turkish Delight" por sus admiradores, a su vuelta a Europa llevó a cabo una carrera artística como fotógrafo y director teatral. Volvió brevemente a Hollywood para recibir un premio, e hizo varias actuaciones televisivas como artista invitado en los años 1990, además de participar en algunas producciones cinematográficas. Una vez retirado, intervino en varios documentales, entre ellos uno en lengua alemana acerca de su vida.

## Biografía
Su verdadero nombre era Turhan Gilbert Selahattin Sahultavy, y nació en Viena, Austria, siendo sus padres un diplomático turco y una checoslovaca de origen judío. Con la anexión de Austria a la Alemania Nazi y tras el divorcio de sus padres, él y su madre emigraron a Estados Unidos en 1940, asentándose en Los Ángeles y obteniendo la ciudadanía americana.
Bey estudió interpretación en la Ben Bard's School of Dramatic Art y formó parte del Pasadena Playhouse. Mientras acudía a clases para mejorar su inglés, participó en la obra teatral de un profesor. Entre el público se encontraba un cazatalentos de Warner Brothers que quedó impresionado con Bey, y que lo contrató dándole el nombre artístico de Turhan Bey. Debutó en el cine con Shadows on the Stairs, de D. Ross Lederman (con Frieda Inescort, Paul Cavanagh y Heather Angel), actuando después en Footsteps in the Dark, de Lloyd Bacon (con Errol Flynn, Brenda Marshall y Ralph Bellamy), ambas producciones estrenadas en 1941.
Bey actuó a menudo con María Montez, trabajando ambos en filmes como Raiders of the Desert, Arabian Nights, White Savage, Ali Baba and the Forty Thieves, Bowery to Broadway, Follow the Boys, y Sudan. Otras películas destacadas en las que actuó fueron Night in Paradise, The Amazing Mr. X y Out of the Blue. Gracias a todo ello, en 1944 se hizo una votación para "Stars of Tomorrow" que le dio el noveno puesto entre otras estrellas.
La carrera de Turhan declinó a finales de los años 1940 y, tras rodar el film de Sam Katzman Prisoners of the Casbah en 1953, volvió a Viena y vivió con su madre a la vez que trabajaba como fotógrafo de revistas femeninas. Turhan fue de nuevo a los Estados Unidos a principios de la década de 1990 y actuó en dos episodios de la serie televisiva de ciencia ficción Babylon 5, así como en algunos filmes, como Possessed by the Night, de Fred Olen Ray (1994, con Shannon Tweed, Sandahl Bergman y Chad McQueen) y Virtual Combat, de Andrew Stevens (su última cinta, en 1995, con Don Wilson y Michael Dorn). En 2002 se rodó un documental sobre Turhan, Vom Glück verfolgt. Wien - Hollywood - Retour, dirigido por Andrea Eckert. 
Turhan Bey falleció en 2012 en Viena, Austria, a causa de la enfermedad de Parkinson. Sus restos fueron incinerados.

## Filmografía

### Cine (selección)
- 1941: Shadows on the Stairs, de D. Ross Lederman
- 1941: Footsteps in the Dark, de Lloyd Bacon.
- 1941: Raiders of the Desert, de John Rawlins.
- 1941: The Gay Falcon, de Irving Reis.
- 1941: Burma Convoy, de Noel M. Smith
- 1942: G-Men of the Air, de Lewis D. Collins y Ray Taylor (serial).
- 1942: The Mummy's Tomb, de Harold Young.
- 1942: Arabian Nights, de John Rawlins.
- 1942: Drums of the Congo, de Christy Cabanne.
- 1942: Destination Unknown, de Ray Taylor.
- 1943: Background to Danger, de Raoul Walsh.
- 1943: The Adventures of Smilin' Jack, de Lewis D. Collins y Ray Taylor (serial).
- 1943: White Savage, de Arthur Lubin.
- 1943: The Mad Ghoul, de James Patrick Hogan.
- 1944: Dragon Seed, de Jack Conway y Harold S. Bucquet
- 1944: Ali Baba and the Forty Thieves, de Arthur Lubin.
- 1944: Follow the Boys, de A. Edward Sutherland y John Rawlins.
- 1944: The Climax, de George Waggner.
- 1944: Bowery to Broadway, de Charles Lamont.
- 1945: Frisco Sal, de George Waggner.
- 1945: Sudan, de John Rawlins.
- 1946: Night in Paradise, de Arthur Lubin.
- 1947: Out of the Blue, de Leigh Jason.
- 1948: Adventures of Casanova, de Roberto Gavaldón.
- 1948: The Amazing Mr. X, de Bernard Vorhaus.
- 1949: Song of India, de Albert S. Rogell.
- 1953: Prisoners of the Casbah, de Richard L. Bare
- 1953: Stolen Identity, de Gunther von Fritsch. Solo como productor.
- 1994: Possessed by the Night, de Fred Olen Ray.
- 1995: The Skateboard Kid II, de Andrew Stevens.
- 1995: Virtual Combat, de Andrew Stevens.

### Televisión (íntegro)
- 1993: SeaQuest DSV, episodio Treasures of the Mind, de Bryan Spicer.
- 1995: Murder, She Wrote, episodio Death 'N Denial.
- 1995: VR.5, episodio Reunion.
- 1997: The Visitor, episodio The Black Box.
- 1995-1998: Babylon 5, episodios The Coming of Shadows y Learning Curve.